# Tenniken
Tenniken is een gemeente en plaats in het Zwitserse kanton Basel-Landschaft, en maakt deel uit van het district Sissach.
Tenniken telt 887 inwoners.

## Geschiedenis
In 1226 werd Tenniken voor het eerst in een oorkonde genoemd als "Tenninchon".

## Wapen
Sinds 1944 heeft Tenniken officieel een wapen. Het wapen wordt door een verticale streep in twee gelijke helften verdeeld. Op de linkerhelft is een gotische "T" zichtbaar, op een gouden achtergrond. Op de rechterhelft zijn drie schuinafgebeelde zwarte lijnen zichtbaar. Het wapen is overgenomen van het 'graafschap' Eschenz, waartoe de gemeente in het verleden behoorde.